# Ikozidodekaéder

Szabályos ikozidodekaéder

Az ikozidodekaéder egy arkhimédeszi (félszabályos) test, és kvázireguláris poliéder. Felületét 12 ötszög és 20 háromszög alkotja. 60 éle és 30 csúcsa van. Minden csúcsában két háromszög és két ötszög találkozik, és minden élt egy háromszög- és egy ötszöglap határol. Duálisa a rombikus triakontaéder.
Szimmetriacsoportja a dodekaédercsoport. Csúcsait konvencionálisan a (0,0,±τ), (±1/2, ±τ/2, ±(1+τ)/2) koordináták ciklikus permutációival adják meg, ahol τ=(1+√5)/2 az aranymetszés aránya egyforma.
A Johnson-poliéderek nevezéktana szerint pentagonális gyrobirotunda, mivel összerakható két egymáshoz képest elforgatott pentagonális rotundából, amik szintén Johnson-poliéderek.
Végtelen nagyságú, élilleszkedésű dodekaéderekből álló szerkezet építhető többek között ikozidodekaéderek és dodekaéderek csúcsaiba helyezett egyforma dodekaéderes szerkezetek, ikozi-ikozaéderek segítségével. A szerkezetet az Almássy-féle ikozaéder segítségével ismerhetjük meg.

## Geometriai viszonyok
A csonkított dodekaédert tovább csonkítva (csúcsait levágva) a tízszögek ötszögekre változnak , a háromszögek maradnak. A csonkítás folytatása ezen a soron vezet keresztül:
| Kép                    | Dodekaéder | Csonkított dodekaéder | Ikozidodekaéder | Csonkított ikozaéder | Ikozaéder |
| Coxeter-Dynkin diagram |            |                       |                 |                      |           |

## Felszín és térfogat
Az ikozidodekaéder felszíne (A) és térfogata (V) az él (a) függvényében:
{\displaystyle A=5({\sqrt {3}}+3{\sqrt {1+{\frac {2}{\sqrt {5}}}}})a^{2}\approx 29.3059828a^{2}}
{\displaystyle V={\frac {1}{6}}(45+17{\sqrt {5}})a^{3}\approx 13.8355259a^{3}}

## Rokon Johnson-poliéderek
Az ikozidodekaéder kettévágható két pentagonális rotundára, amiket elforgatás nélkül, tükörképszerűen összeilletve egy újabb Johnson-poliédert, pentagonális ortobirotundát kapunk.
| (Kettészelés)                              | \| Ikozidodekaéder (pentagonal gyrobirotunda) \| \| Pentagonális ortobirotunda \| \| Pentagonális rotunda \| |
| Ikozidodekaéder (pentagonal gyrobirotunda) | |
| Pentagonális ortobirotunda                 | |
| Pentagonális rotunda                       | |

## Csillagpoliéderek
Az ikozidodekaéder csúcsaira nyolc csillagpoliéder illeszthető. Ezek közül két csillagpoliéder élei is megegyeznek az ikozidodekaéder éleivel. Ezek a kis ikozihemidodekaéder, és a kis dodekahemidodekaéder. A csúcsok kifeszítenek öt oktaédert és öt tetrahemihexaédert is.
| Ikozidodekaéder        | Kis ikozihemidodekaéder         | Kis dodekahemidodekaéder |
| Nagy ikozidodekaéder   | Nagy dodekahemidodekaéder       | Nagy ikozihemidodekaéder |
| Dodekadodekaéder       | Kis dodekahemikozaéder          | Nagy dodekahemikozaéder  |
| Öt oktaéder egyesítése | Öt tetrahemihexaéder egyesítése |                          |

## Fordítás
Ez a szócikk részben vagy egészben  az   Icosidodecahedron című angol Wikipédia-szócikk fordításán alapul.  Az eredeti cikk szerkesztőit annak laptörténete sorolja fel. Ez a jelzés csupán a megfogalmazás eredetét és a szerzői jogokat jelzi, nem szolgál a cikkben szereplő információk forrásmegjelöléseként.